# 王景 (五代)

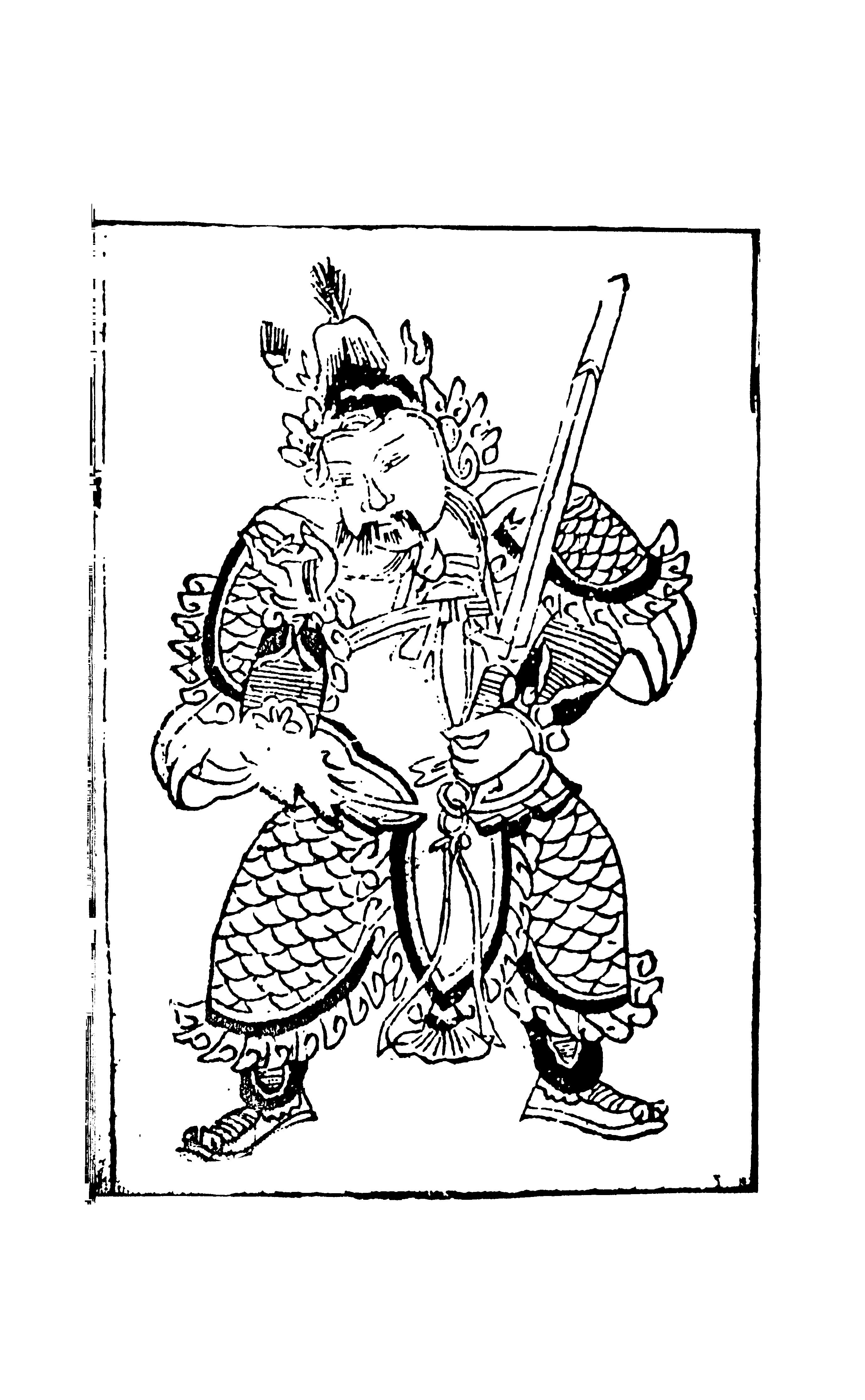
王景

王景（889年—963年），掖县人，五代政治人物。
后梁时代属于王檀部下，后唐时任奉圣都虞候。后晋时为侍卫马军左厢都校。开运二年（945年）在戚城击退契丹军。转任横海军节度使。后汉时加同平章事。契丹饥荒，五千多人到沧州求食，他分田收容。后周历任护国军节度使、凤翔节度使。周世宗时任西面行营都部署，大破后蜀军，改镇秦州，宋朝建立，再任凤翔节度使。

## 延伸阅读
Module:Wikisource_further_reading第46行Lua错误：attempt to concatenate local 'id' (a nil value)